# Eurocopter X3
L'Eurocopter X3, pronunciato nell'originale nome francese X-cube, è un elicoplano sperimentale prodotto dall'Eurocopter.